# Contea di Clermont
La contea di Clermont (in inglese Clermont County ) è una contea dello Stato dell'Ohio, negli Stati Uniti. La popolazione al censimento del 2000 era di 177 977 abitanti. Il capoluogo di contea è Batavia.

## Comunità e località

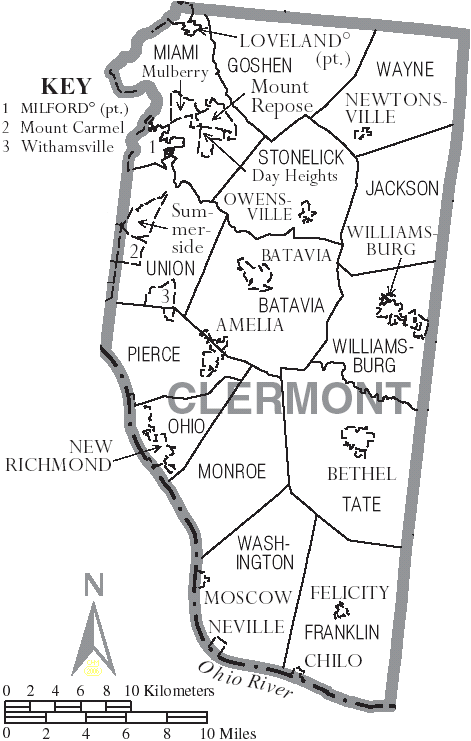
Mappa della Contea di Clermont, nell'Ohio

Città
- Loveland
- Milford

Villaggi
- Amelia
- Batavia (capoluogo della contea)
- Bethel
- Chilo
- Felicity
- Moscow
- Neville
- New Richmond
- Newtonsville
- Owensville
- Williamsburg

Township
- Batavia
- Franklin
- Goshen
- Jackson
- Miami
- Monroe
- Ohio
- Pierce
- Stonelick
- Tate
- Union
- Washington
- Wayne
- Williamsburg

Census-designated place
- Day Heights
- Goshen
- Miamiville
- Mount Carmel
- Mount Repose
- Mulberry
- Summerside
- Withamsville

Unincorporated community
- Afton
- Bantam
- Belfast
- Blowville
- Branch Hill
- Clover
- Edenton
- Hamlet
- Hennings Mills
- Laurel
- Lerado
- Lindale
- Locust Corner
- Maple
- Marathon
- Modest
- Monterey
- Moores Fork
- Mount Holly
- Mount Olive
- Mount Pisgah
- New Palestine
- Nicholsville
- Olive Branch
- Perintown
- Point Isabel
- Point Pleasant
- Pringle Corner
- Rural
- Saltair
- Shiloh
- Stonelick
- Utopia
- Wiggonsville
- Williams Corner
- Willowville
- Woodville